# Гробори
Гробори (на шведски: Gråborg) е кръгова фортификационна крепост, разположена в централна част на шведския остров Йоланд в рамките на община Борихолм, лен Калмар. Останките от крепостта „Гробори“ са на едно от деветнадесетте кръгови укрепления на остров Йоланд, които представляват археологичен интерес.
Крепостта „Гробори“ се състои от кръгова защитна стена, висока около 4 метра. От външната страна на крепостната стена могат да се видят отломки, свидетелство за защитните и функции при нападение. „Гробори“ има три входни порти, една от които принадлежи към крепостна кула, построена през Средновековието. Във вътрешността не са намерени останки от масивен замък или други постройки, което води до заключението, че не е постоянно обитавана и е възможно да е функционирала като защитен пазар.
В района около крепостта са намерени множество археологични находки, част от които са изложени в регионалния музей в град Калмар. Най-старата част на крепостта е от началото на 6 век. Съвременния си вид, крепостта добива през 12 век, когато е разширена значително. Вътрешността на крепостта представлява елипса с размери 210 на 160 m.